# Le metamorfosi della parola. Da Dante a Montale
Le metamorfosi della parola. Da Dante a Montale è un saggio scritto da Ezio Raimondi, per anni professore di Letteratura italiana all'Università di Bologna e critico letterario.
Il saggio è composto da una raccolta di lezioni precedute da una riflessione metalinguistica su che cosa sia in effetti una lezione, in termini di comunicazione e al tempo stesso di genere letterario.
Sostiene l'autore che la lezione è una conversazione che nasce dalla interazione tra un ascolto attivo e la costruzione di un testo orale, simile ad un dialogo in cui il silenzio dell'ascolto ha lo stesso valore della parola pronunciata e dove non esistono gerarchie ma solo persone ugualmente interessate che costruiscono insieme qualcosa per poter acquisire quelle competenze necessarie a sviluppare la capacità di orientarsi nel comprendere ed interrogare i testi letterari.
Le lezioni che Raimondi ci offre in questo suo saggio vanno da Broch all'Ariosto, da Leopardi a Montale, da Dante al Petrarca, oltre a quelle dove affronta il tema dell'intertestualità.
Il libro nasce dalla rielaborazione del corso monografico tenuto da Raimondi presso l'Università di Bologna nell'anno accademico 1990-91. Il titolo originale del corso era Intertestualità e storia letteraria. Da Dante a Montale.

## Edizioni
- Ezio Raimondi, Le metamorfosi della parola. Da Dante a Montale, collana I saggi, Bruno Mondadori, 2004,  p. 246, ISBN 88-424-9132-2.